# Bolesław Jackiewicz
Bolesław Jackiewicz vel Bolesław Jankowski ps. „Łabędź”, „Wilia”, „Ryś”, „Wszemir” (ur. 15 lipca?/28 lipca 1914 w majątku Zahorze (powiat mołodeczański), zm. 17 lipca 1982 w Kielcach) – major dyplomowany Wojska Polskiego, cichociemny, bezpartyjny poseł na Sejm PRL II kadencji w latach 1957–1961, przejściowo w kole posłów „Znak”.

## Życiorys
W okresie II Rzeczypospolitej żołnierz zawodowy, uczestnik wojny obronnej 1939, następnie w Wojsku Polskim we Francji. Uczestniczył w bitwie o Narwik. W kwietniu 1944 zrzucony do Polski jako cichociemny, służył w oddziale III Okręgu Radom-Kielce AK. Po rozwiązaniu AK członek WiN, w Obszarze Zachodnim. Aresztowany w listopadzie 1945, zwolniony na mocy amnestii w lutym 1947. Pracował jako księgowy.
W 1957 wybrany do Sejmu w okręgu wyborczym nr 24 w Kielcach jako poseł bezpartyjny. Przyłączył się do Koła posłów „Znak”, ale opuścił je po kilku miesiącach. Po zakończeniu kadencji pracował ponownie jako księgowy, do emerytury w 1968.

## Awanse
- podporucznik – ze starszeństwem z dniem 1 października 1937 roku
- porucznik – ze starszeństwem z dniem 1 stycznia 1943 roku
- kapitan – ze starszeństwem z dniem 10 października 1943 roku
- major – ze starszeństwem z dniem 8 września 1944 roku.

## Odznaczenia
- Krzyż Srebrny Orderu Virtuti Militari
- Krzyż Walecznych.

## Życie rodzinne
Był synem Józefa, gajowego, i Anny z domu Potaszkiewicz. W 1945 roku ożenił się z Jadwigą Słoń (ur. w 1921 roku). Mieli dwoje dzieci: Annę zamężną Czeczot (ur. w 1946 roku) i Marka (ur. w 1951 roku).